# Parc Nacional del Nord-est de Groenlàndia
El Parc Nacional del Nord-est de Groenlàndia (en groenlandès: Kalaallit Nunaanni nuna eqqissisimatitaq; en danès: Grønlands Nationalpark) és un parc nacional groenlandès, el més extens i més septentrional del món, amb una superfície de 972.001 km².
Fou establert el 22 de maig del 1974 i ampliat l'any 1988 a la seva grandària actual. El parc inclou gran part de l'interior i la costa nord-est de Groenlàndia i és l'únic parc nacional de l'illa. L'any 1977 fou designat reserva internacional de la biosfera. Va ser el primer parc nacional que es va establir al Regne de Dinamarca.

## Història

### Història humana
Les cultures més antigues de Groenlàndia de les quals es té constància són la Saqqaq i la Independència I. Totes dues cultures semblen haver-se assentat a Groenlàndia al voltant de l'any 2500 a. C. La Saqqaq habitava el sud de Groenlàndia, mentre que la Independence I va ser descoberta en el nord, en la Terra de Peary.
La cultura Independence I va durar uns 600 anys com a cultura caçadora-recol·lectora en el dur clima del nord de Groenlàndia. S'ha proposat que les canviants condicions mediambientals i la sensibilitat de l'ecologia septentrional a la caça excessiva van provocar l'extinció de la cultura Independence I.
Alguns dels altres pobles que van arribar a Groenlàndia en la prehistòria formaven part de la cultura pre-Dorset, terme que engloba a grups d'antigues cultures paleoesquimals que desafien una millor definició. La cultura pre-Dorset existia en l'Àrtida canadenca i era anterior a la cultura Dorset, que va habitar parts de l'Àrtic entre 500 a. C. i 1500 d.C. aproximadament.
Es creu que la població de la cultura Independence II era només un petit grup de quatre a sis famílies. Per tant, es creu que per a haver existit durant gairebé 800 anys com a cultura van tenir contacte amb altres grups de l'Àrtic, com les comunitats Dorset de l'illa de Ellesmere.
A més, s'especula amb la possibilitat que Independence II formés part de la cultura Dorset contemporània, ja que no sembla haver-hi diferències materials entre totes dues cultures. La cultura del nord de Groenlàndia va durar fins aproximadament l'any 80 de la nostra era, mentre que la cultura del sud de Dorset va persistir fins almenys l'any 800 de la nostra era.
La cultura Dorset, que havia existit en tot l'Àrtic durant milers d'anys, va ser suplantada gradualment per la Thule. Es creu que els Tule, com totes les cultures àrtiques anteriors, van emigrar a través del pont terrestre de Bering des d'Àsia per a habitar les zones de l'actual Alaska i el nord del Canadà.
Encara que les condicions climàtiques canviants poden haver estat part de la caiguda final de la cultura Dorset, les condicions més càlides van obrir el nord als Thule. Els Thule són els avantpassats de tots els inuit moderns de l'Àrtic.

### Història del parc

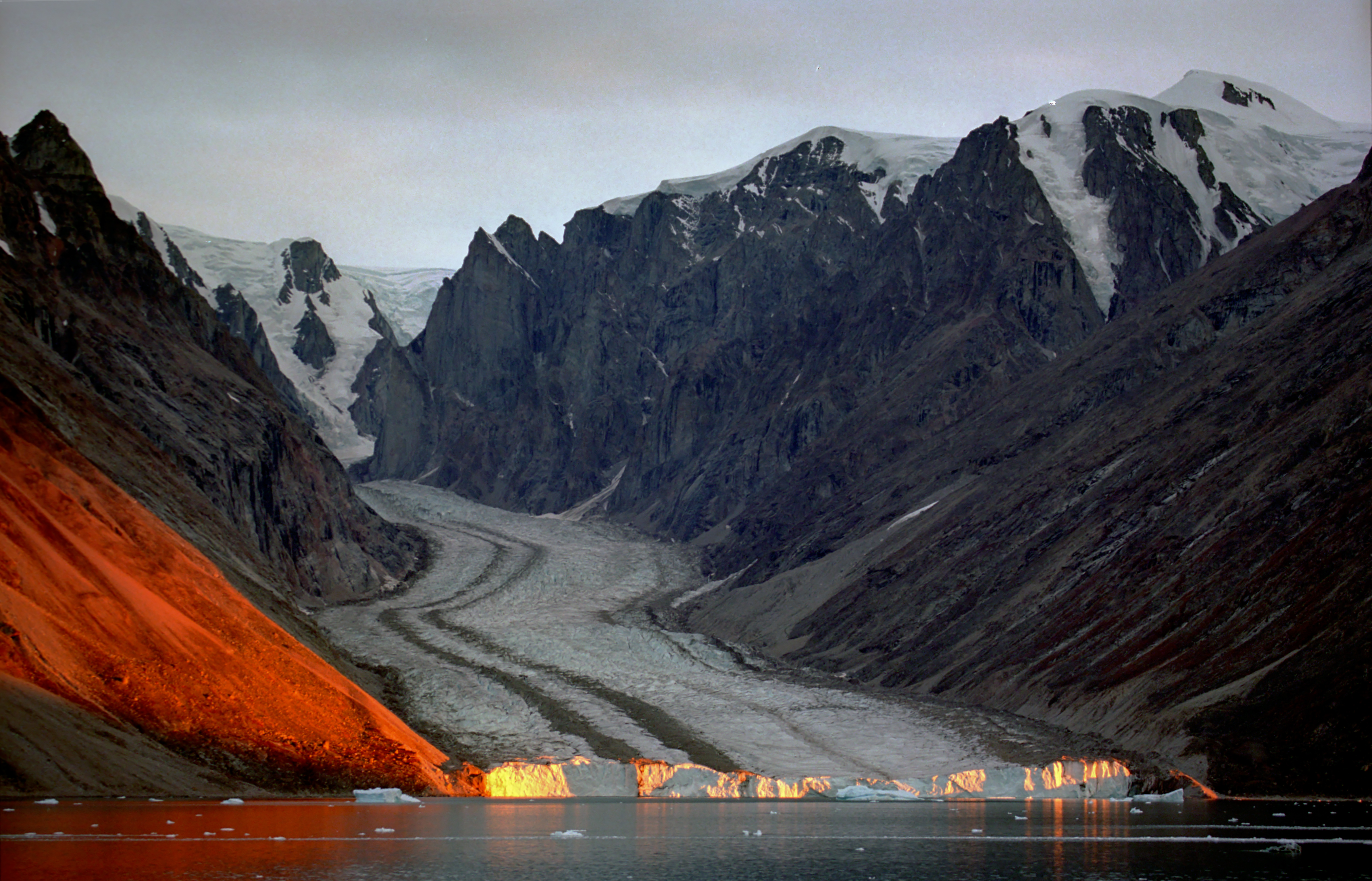
Fiord Kaiser Franz Josef

El parc s'establí el 22 de maig del 1974 al nord de l'illa, quan quedà pràcticament deshabitat l'antic municipi d'Ittoqqortoormiit (a l'est de Groenlàndia). L'any 1988 el parc s'amplià uns 272.000 km², quan obtingué la seva grandària actual, quan es va afegir la part nord-est de l'antic comtat d'Avannaa (al nord de Groenlàndia).

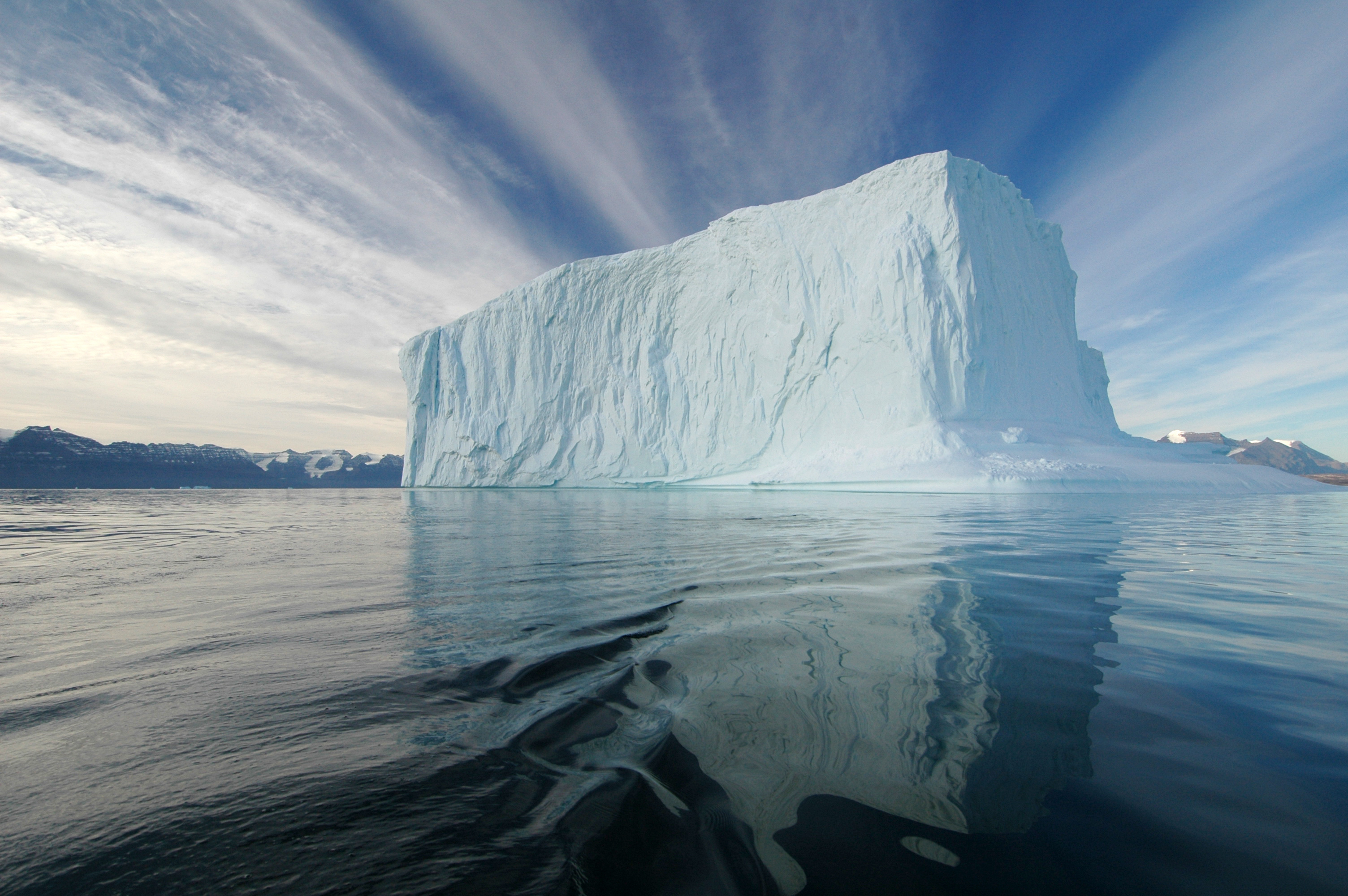
Iceberg al parc nacional

Al gener del 1977 es designà reserva internacional de la biosfera. El parc és supervisat pel Departament de Medi Ambient i Naturalesa de Groenlàndia. Els històrics camps d'investigació sobre la glacera continental d'Eismitte i North Ice es troben dins dels límits de l'actual parc.

## Geografia
Les fronteres del parc són en gran part línies rectes. Limita amb el municipi de Sermersooq al sud i amb el municipi de Qaasuitsup a l'oest, al llarg de l'oest del meridià 45° que travessa la capa de gel. L'interior del parc és part de la capa de gel de Groenlàndia, però també hi ha grans àrees lliures de gel al llarg de la costa i a la Terra de Peary al nord. Com la resta del parc, el parc pateix una alarmant pèrdua de gel a causa de l'escalfament global.
El sector nord-est de Groenlàndia alberga el parc nacional més gran del món, el Parc Nacional del Nord-est de Groenlàndia, conegut com Kalaallit Nunaanni nuna eqqissisimatitaq en groenlandès i Grønlands Nationalpark en danès. El parc va ser el primer parc nacional creat pel Regne de Dinamarca i és l'únic parc nacional de Groenlàndia.
El Parc Nacional del Nord-est de Groenlàndia té 126 pics amb nom, tots ells situats relativament prop de la costa. Winston Bjerg (2.002 m) és el pic més alt del parc i Nunatâmeporten (1.593 m) és el pic més prominent, amb uns 1.534 m, la qual cosa ho converteix en un pic ultraprominent.
No hi ha població humana permanent al parc; no obstant això, hi ha uns 400 llocs que tenen un ús regular durant l'estiu. El parc alberga estacions meteorològiques, estacions de recerca i llocs militars avançats que acullen a persones durant l'hivern.
La majoria de les persones que passen l'hivern al Parc Nacional del Nord-est de Groenlàndia són militars i solen estar associats a la Patrulla Sirius. La Patrulla Sirius de trineus tirats per gossos és una unitat naval danesa d'elit encarregada de patrullar el parc i fer respectar la sobirania danesa en l'est de Groenlàndia.
El parc comparteix davanteres, en gran part traçades en forma de línies rectes, amb el municipi de Sermersooq en el sud i amb el municipi de Avannaata en l'oest, en part al llarg del meridià 45° Oest en la capa de gel. La major part de l'interior del parc forma part de la capa de gel de Groenlàndia, però també hi ha grans zones lliures de gel al llarg de la costa i en Terra de Peary, en el nord. El parc inclou les zones geogràfiques de la Terra del Rei Federico VIII, la Terra de Peary i la Terra del Rei Cristian X.
La zona està sotmesa a una pèrdua de gel més gran de la prevista.
Per a visitar el parc cal sol·licitar permís al Centre Polar Danès. Alguns visitants naveguen per la costa del parc com a part d'un creuer; no obstant això, la majoria hi arriba des de Ittoqqortoormiit, que és la comunitat més aïllada de Groenlàndia i la més pròxima al parc.
El parc està cobert en la seva major part per la capa de gel de Groenlàndia; no obstant això, hi ha grans zones lliures de gel al llarg de la costa.

## Geologia
Encara que políticament Groenlàndia forma part d'Europa, geològicament forma part d'Amèrica del Nord. L'illa forma part del mateix continent precambrià de Laurentia que es coneix com a Escut Canadenc, al Canadà. A causa de la seva remota ubicació, les formacions geològiques del Parc Nacional del Nord-est de Groenlàndia estan relativament inexplorades.
En general, la costa sense gel està formada per sediments formats en el Precambrià que s'han metamorfosat. Hi ha restes de basalts d'inundació per tota l'illa, la qual cosa explica la metamorfosi d'algunes de les capes sedimentàries precàmbriques.
L'orogènia caledoniana està registrada en la geologia de les illes britàniques, els monts Escandinaus, Svalbard, l'est de Groenlàndia i parts del centre-nord d'Europa. Fa uns 490 milions d'anys, l'oceà entre Groenlàndia i el nord d'Europa es va tancar. En ajuntar-se els antics continents, es va formar Pangea, creant cadenes muntanyenques al llarg de les vores dels continents en col·lisió.
La geologia de l'extrem sud de Groenlàndia es coneix molt millor que la de l'extrem nord. Un dels aspectes geològics més destacats del sud de Groenlàndia són els exemplars de groenlandita que es van formar fa 3.800 milions d'anys, descoberts a l'est de Nuuk. Es tracta d'una de les roques més antigues que es coneixen en el món, i només es troben exemples comparables i més antics en el nord del Canadà.

## Població
El parc no té una població humana permanent. El 1986 la població permanent del parc era de 40 persones que vivien a Mestersvig, tot i que a l'estiu aquesta xifra podia augmentar a 400 habitants. Aquests 40 van estar involucrats en operacions de neteja i tancament en llocs d'exploració minera i aviat se'n van anar. Des de llavors, els censos han registrat una població humana permanent nul·la. Recentment, només 31 persones i al voltant de 110 gossos van estar presents durant l'hivern al nord-est de Groenlàndia, distribuïts entre les següents estacions (totes a la costa, tret de Summit Camp).
- Daneborg (12 habitants), quarter general de la Patrulla Sirius, l'agència de policia del parc. Les seves tasques més importants són fer complir la sobirania de Dinamarca i, com a autoritat policial, controlar les expedicions i les normes de conservació al parc nacional, així com monitorar l'àrea operativa-
- Danmarkshavn (8 habitants), estació meteorològica civil. L'estació meteorològica de Danmarkshavn es va construir on l'expedició a Dinamarca de 1906-1908 tenia una estació base.[19] La tasca principal del personal és llançar un globus amb instruments de mesura dues vegades al dia. L'estació meteorològica disposa de sensors automàtics per als paràmetres següents: velocitat del vent, direcció del vent, ràfegues de vent, temperatura i humitat de l'aire, pressió de l'aire, visibilitat i temps, així com alçada i quantitat de núvols. Les observacions de l'estació es mostren al lloc web de DMI. El personal viu a una casa que conté cuina, menjador, saló, dormitori i estudi.
- Estació Nord (5 habitants), base militar del Departament de Defensa Danès. Aquesta estació té capacitat per més de 20 científics durant els mesos d'estiu. L'estació Nord està ubicada al nord-est de Groenlàndia i és el lloc de destinació més al nord de les Forces Armades de Noruega i la seva tasca principal és mantenir la pista oberta durant tot l'any. La tripulació està formada per 5 o 6 homes, reclutats principalment entre el personal de Defensa amb formació professional. L'estació va ser construïda entre 1952 i 1956 com a estació meteorològica i de telecomunicacions amb pista d'aterratge. El propòsit de la ubicació al nord-est de Groenlàndia era, en part, una estació meteorològica per poder obtenir dades que permetessin fer més precisos els pronòstics meteorològics per a la base aèria de Thule, i en part, un aeròdrom que pogués servir com a lloc d'aterratge alternatiu per als avions nord-americans estacionats a la Base Aèria de Thule. Posteriorment també per a avions civils a les rutes polars. Amb el temps, la pista s'ha anat escurçant fins a 1.800 m actuals. El proveïment anual de l'Estació Nord es deia originalment "Brilliant Ice" des de 1974, però des de 2009 fins a 2019 es diu "Northern Falcon". El 2020, la tasca es va endur a casa i novament es va anomenar "Gel brillant".
- Mestersvig (2 habitants), pista d'aterratge militar amb una pista de grava de 1.800 metres, que ocasionalment rep turistes a l'estiu. Des de la seva creació el 1988, la Guàrdia Mestersvig té la tasca de supervisar la zona. Pel que fa a la inspecció, la Guàrdia de Defensa Mestersvig dona un suport limitat a la investigació científica, principalment en forma de control d'expedicions en virtut de les competències policials assignades.
- Zackenberg (sense població permanent), estació de recerca estival.
- Summit Camp (4 habitants), estació de recerca damunt la glacera continental groenlandesa.

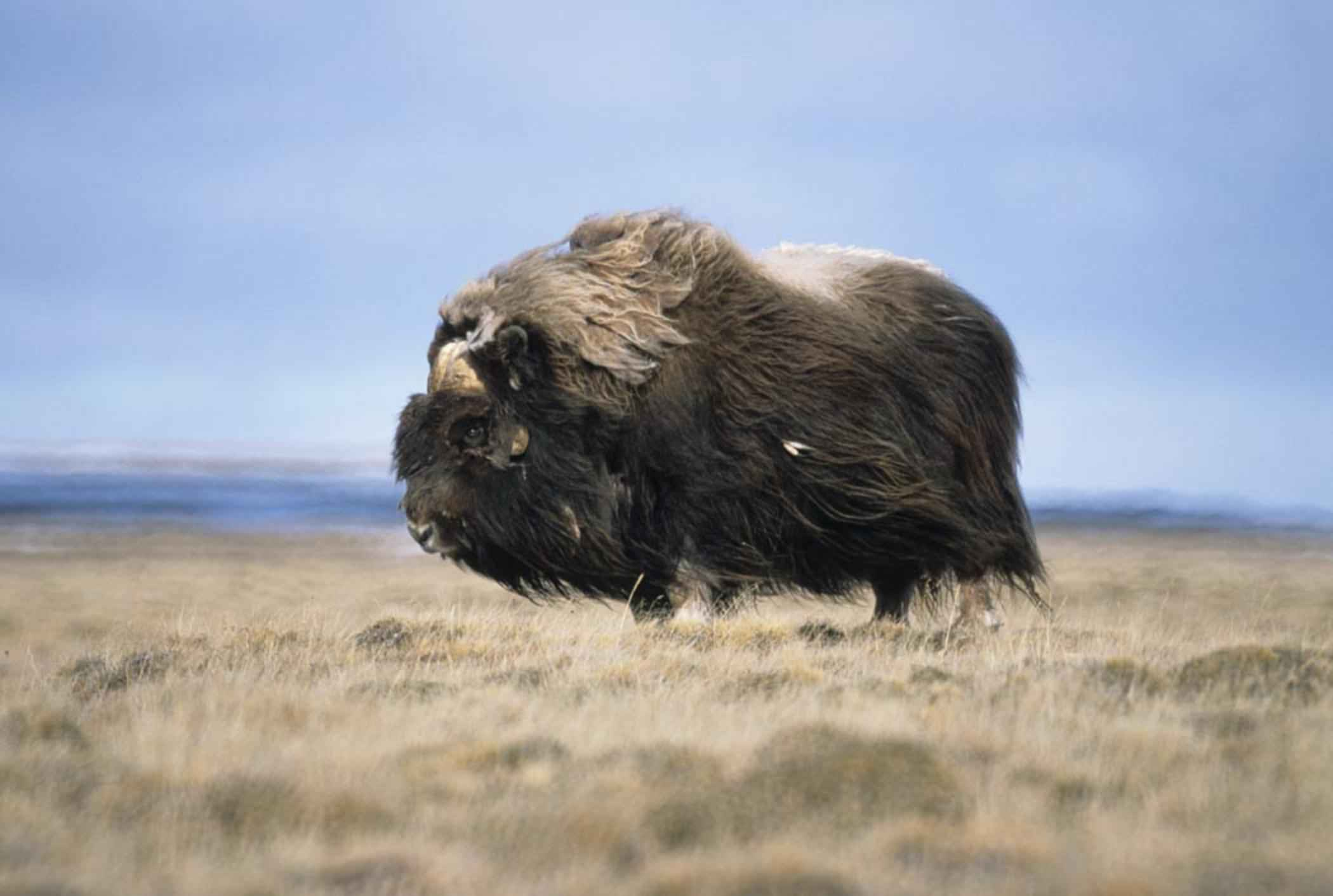
Bou mesquer

## Fauna
S'estima que al parc habiten entre 5.000 i 15.000 bous mesquers, així com nombrosos ossos polars i morses, que es poden trobar prop de les regions costaneres del parc. De fet, al parc viu el 40% de la població mundial de bou mesquer. Altres mamífers presents al parc són la guineu àrtica, l'ermini, el lèmming i la llebre àrtica. Altres mamífers marins són la foca anellada, la foca barbuda, la foca de Groenlàndia i la foca de cresta, així com el narval i la beluga.
Les espècies d'aus que es reprodueixen al parc són la calàbria grossa, l'oca de galta blanca, l'oca de bec curt, l'èider, l'èider reial, el falcó grifó, el duc blanc, el territ de tres dits, la perdiu blanca i el corb, entre d'altres.

## Galeria

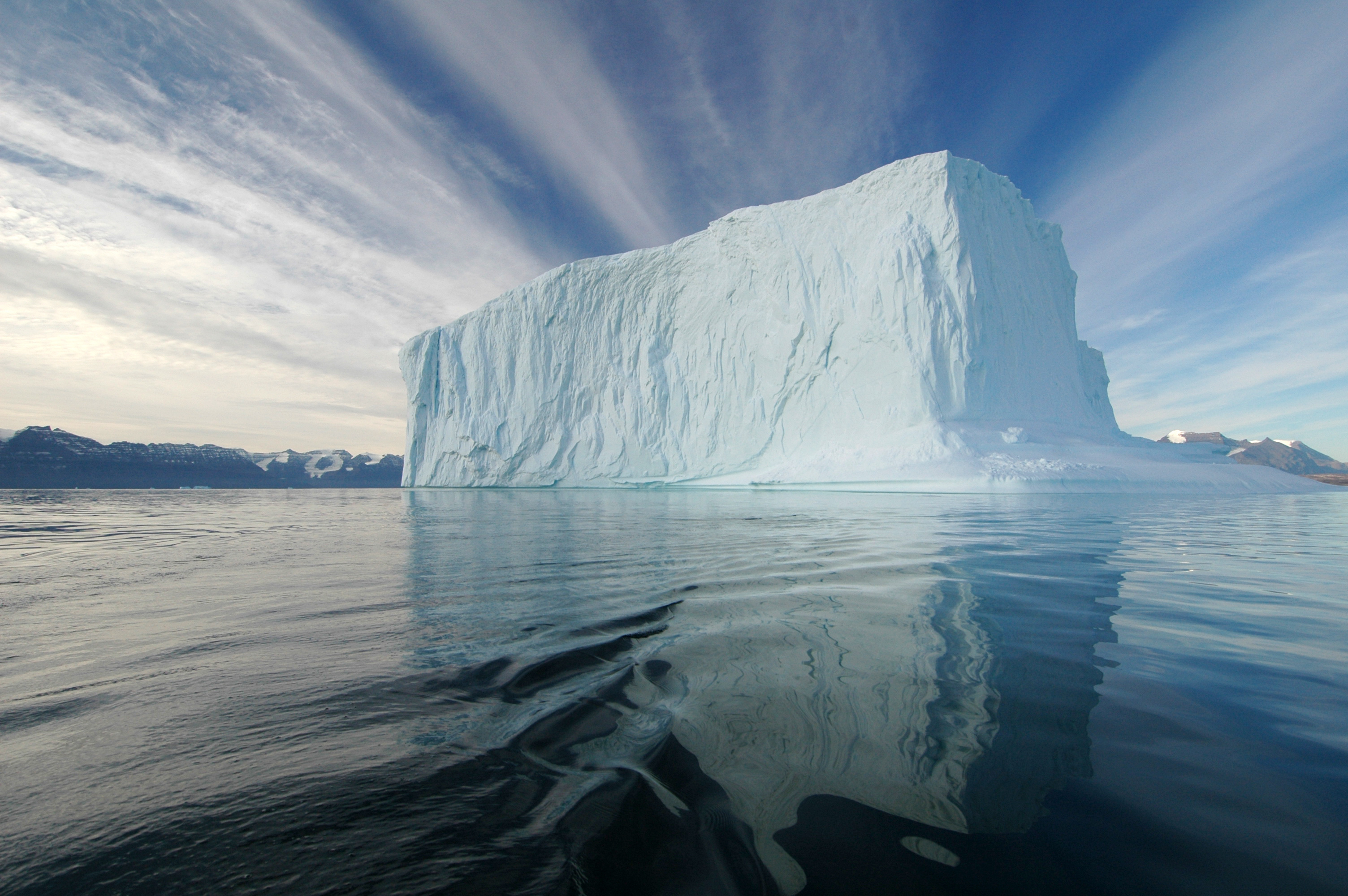
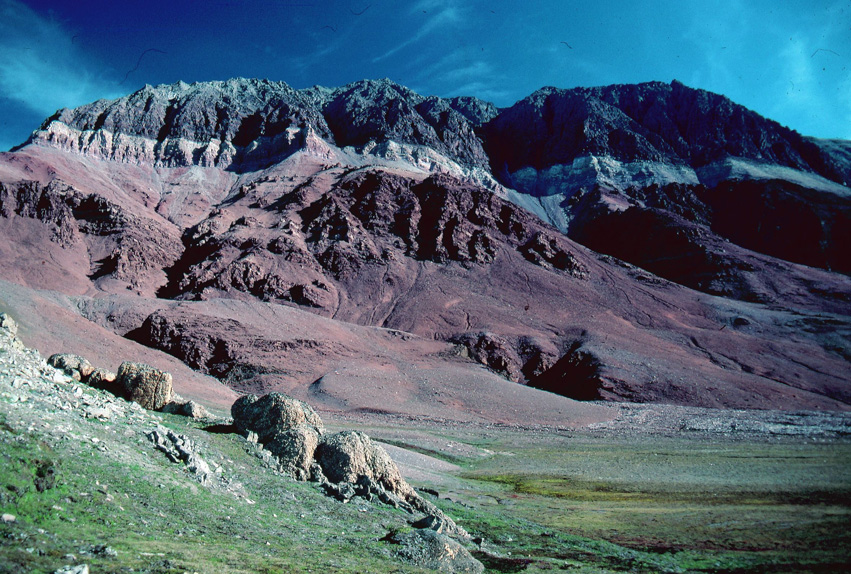
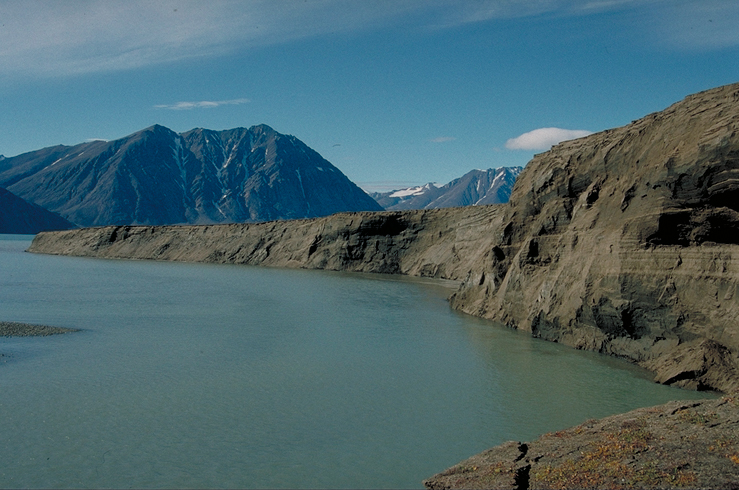
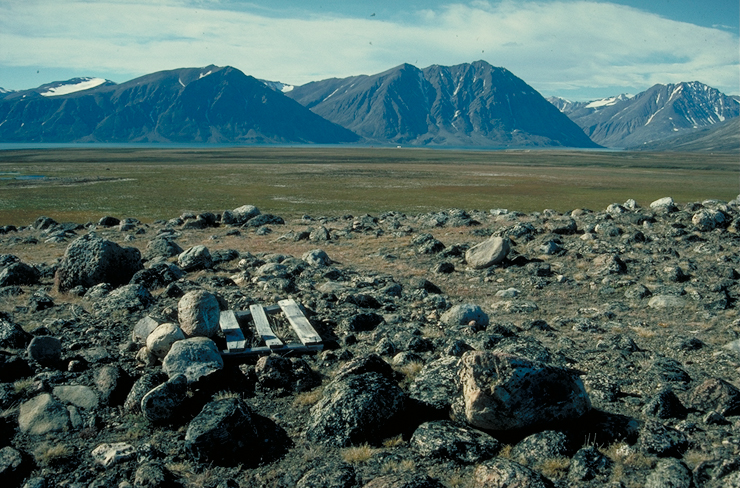
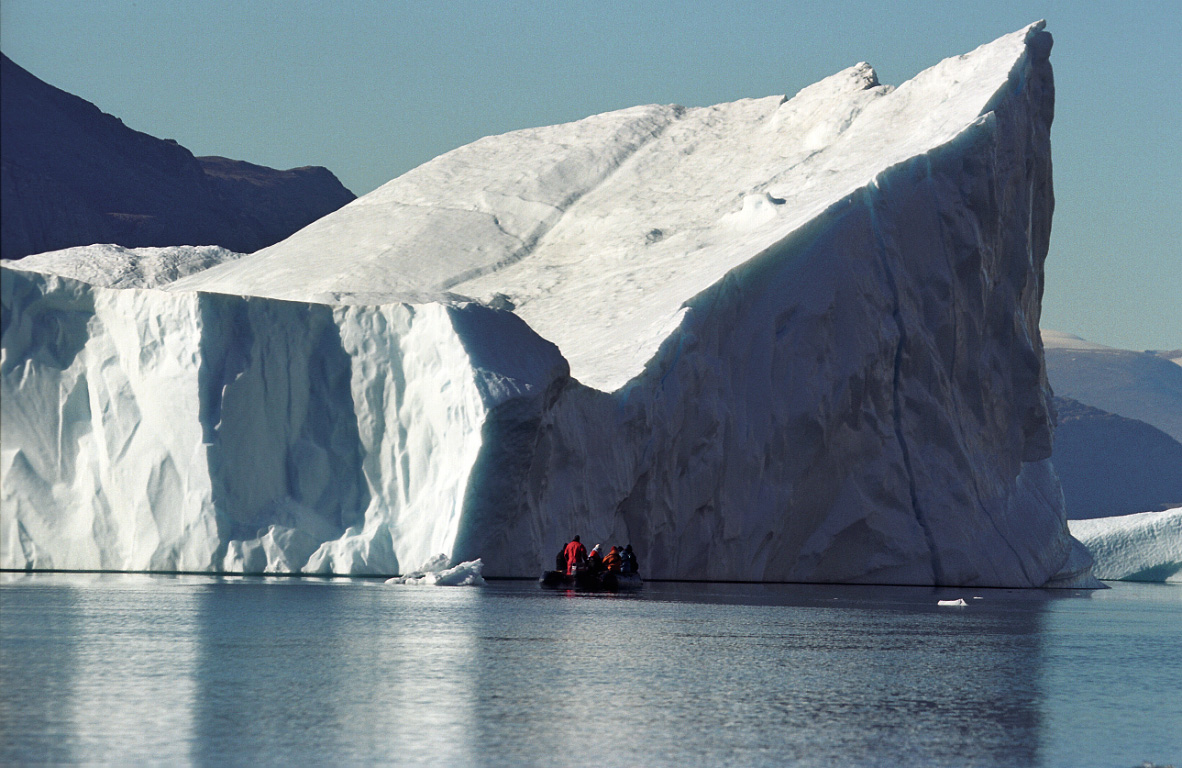
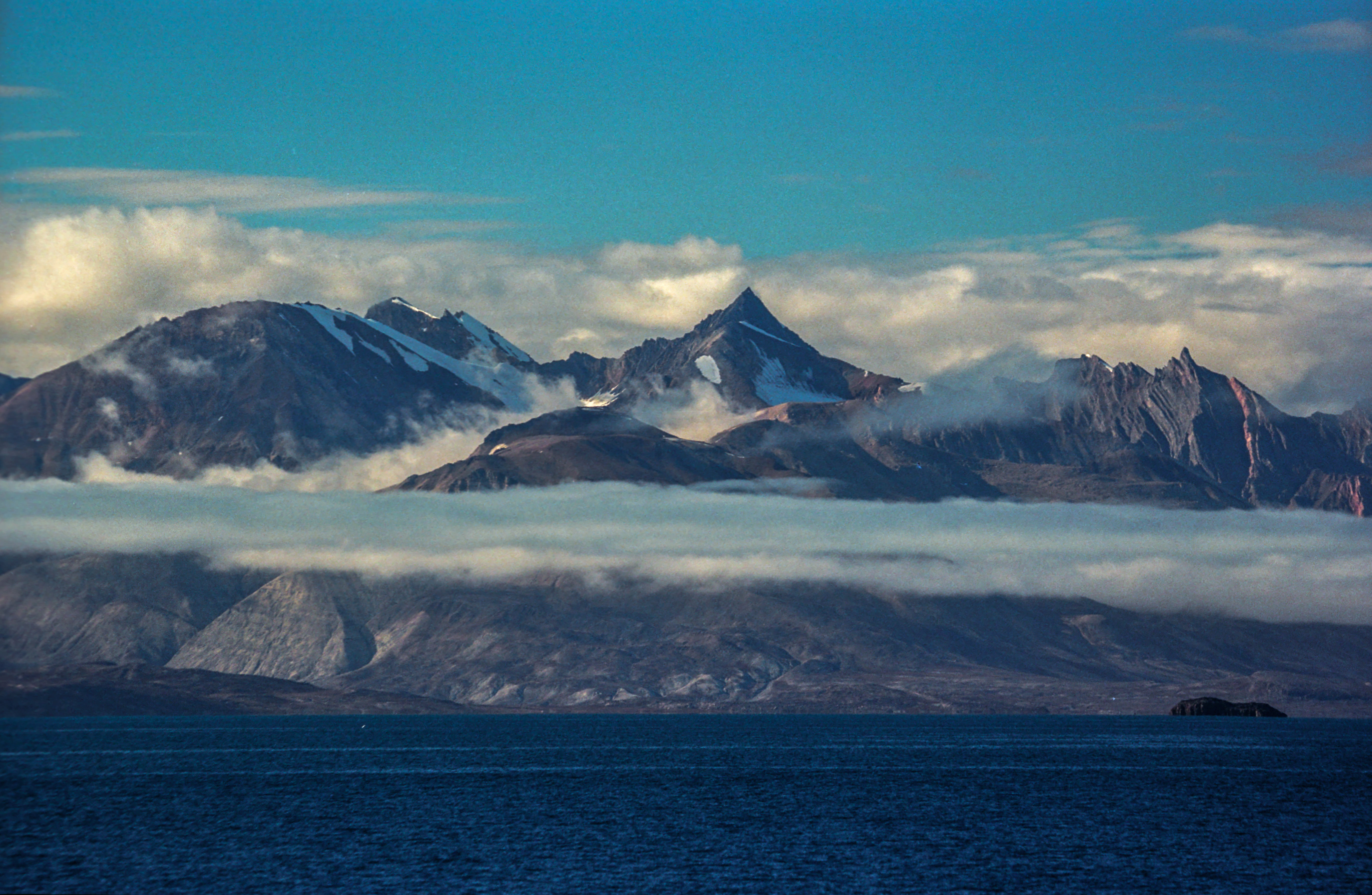
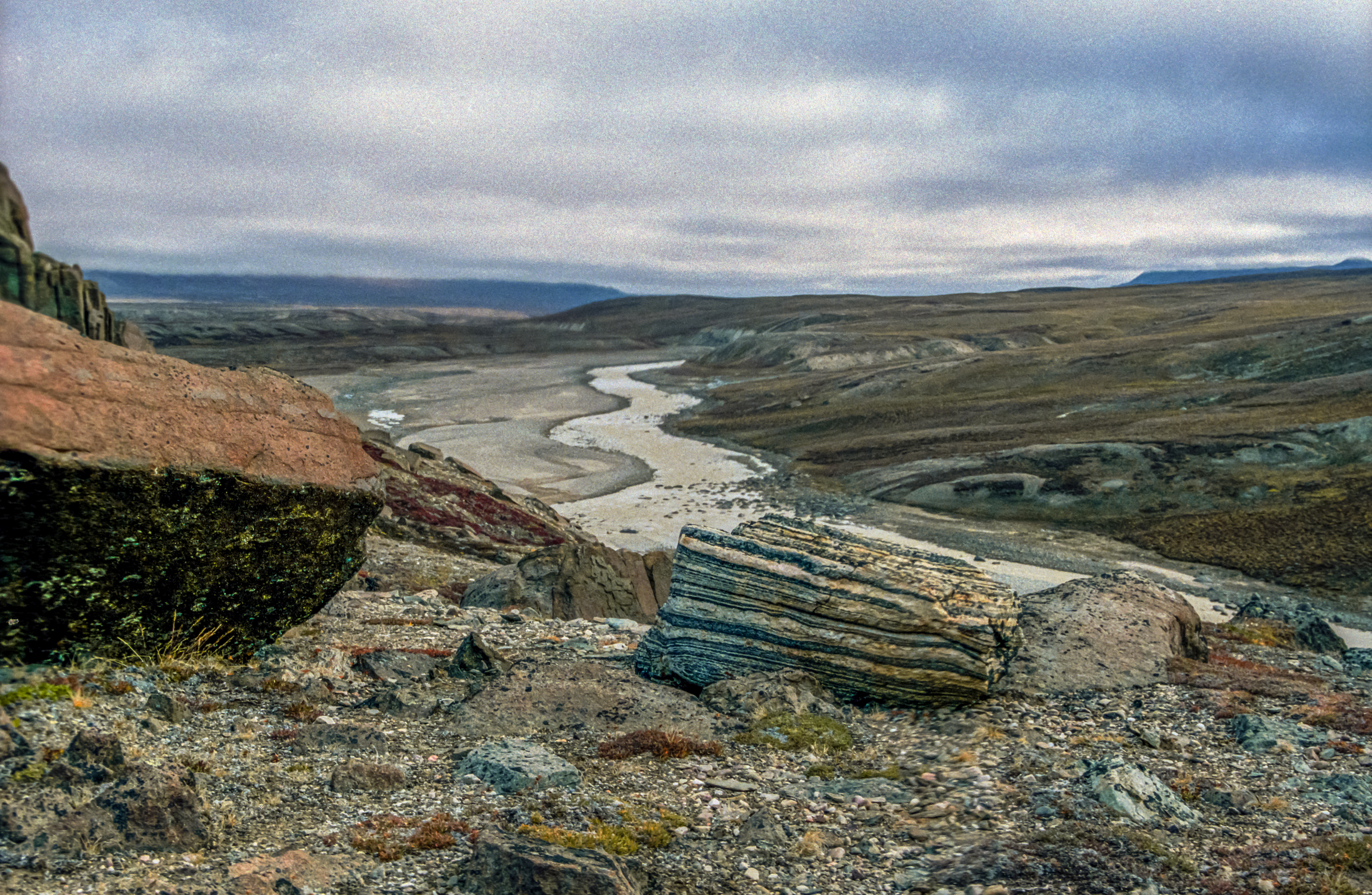
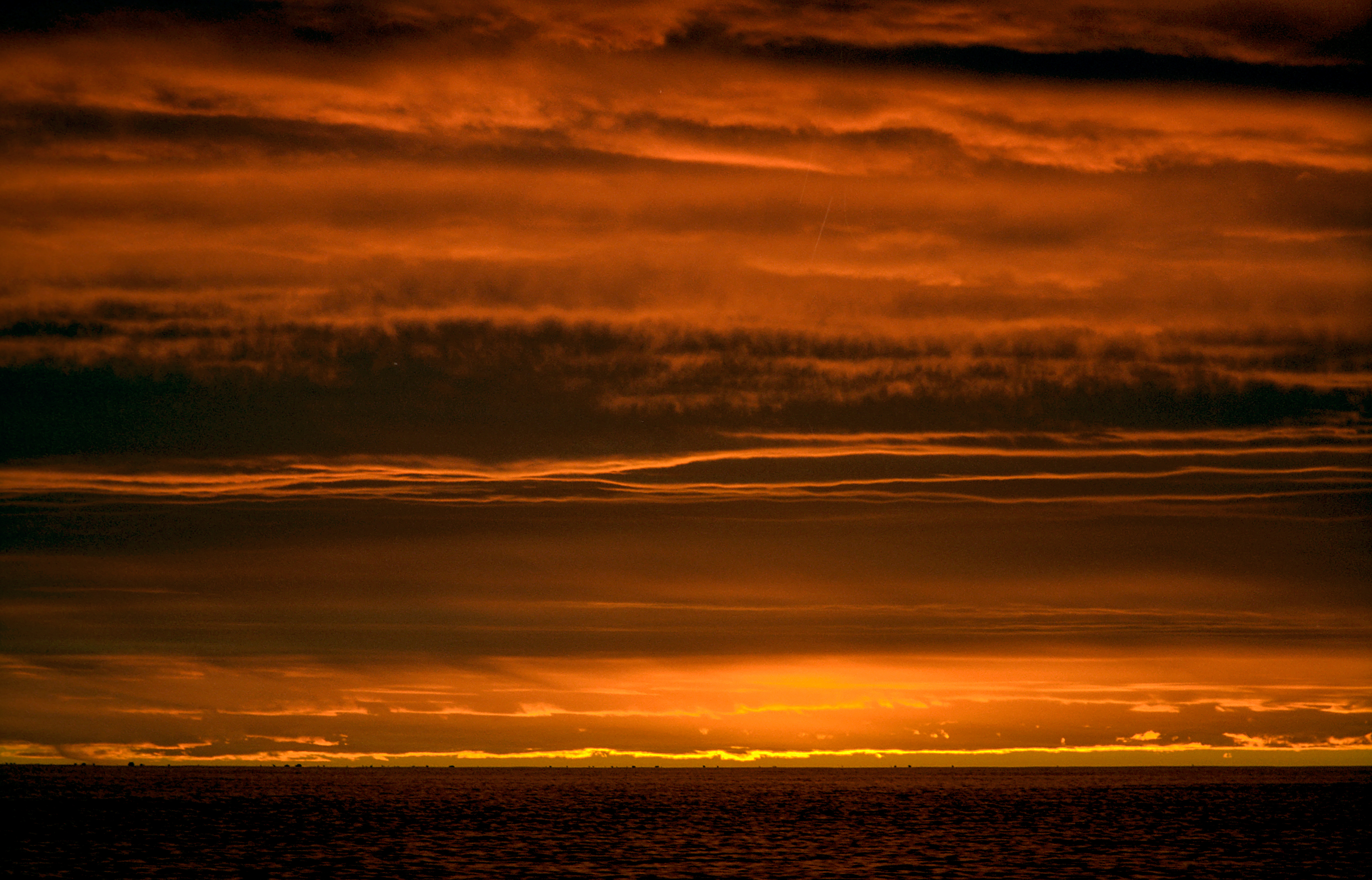
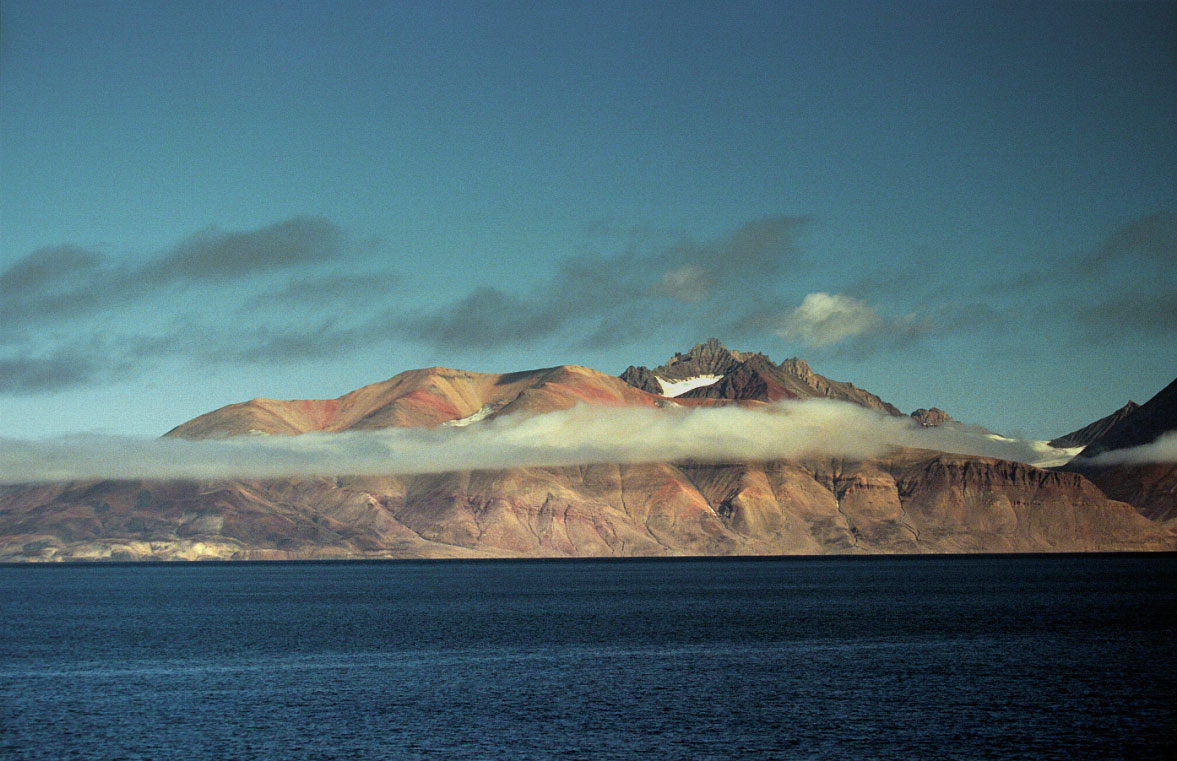
Fiord de l'emperador Francesc Josep
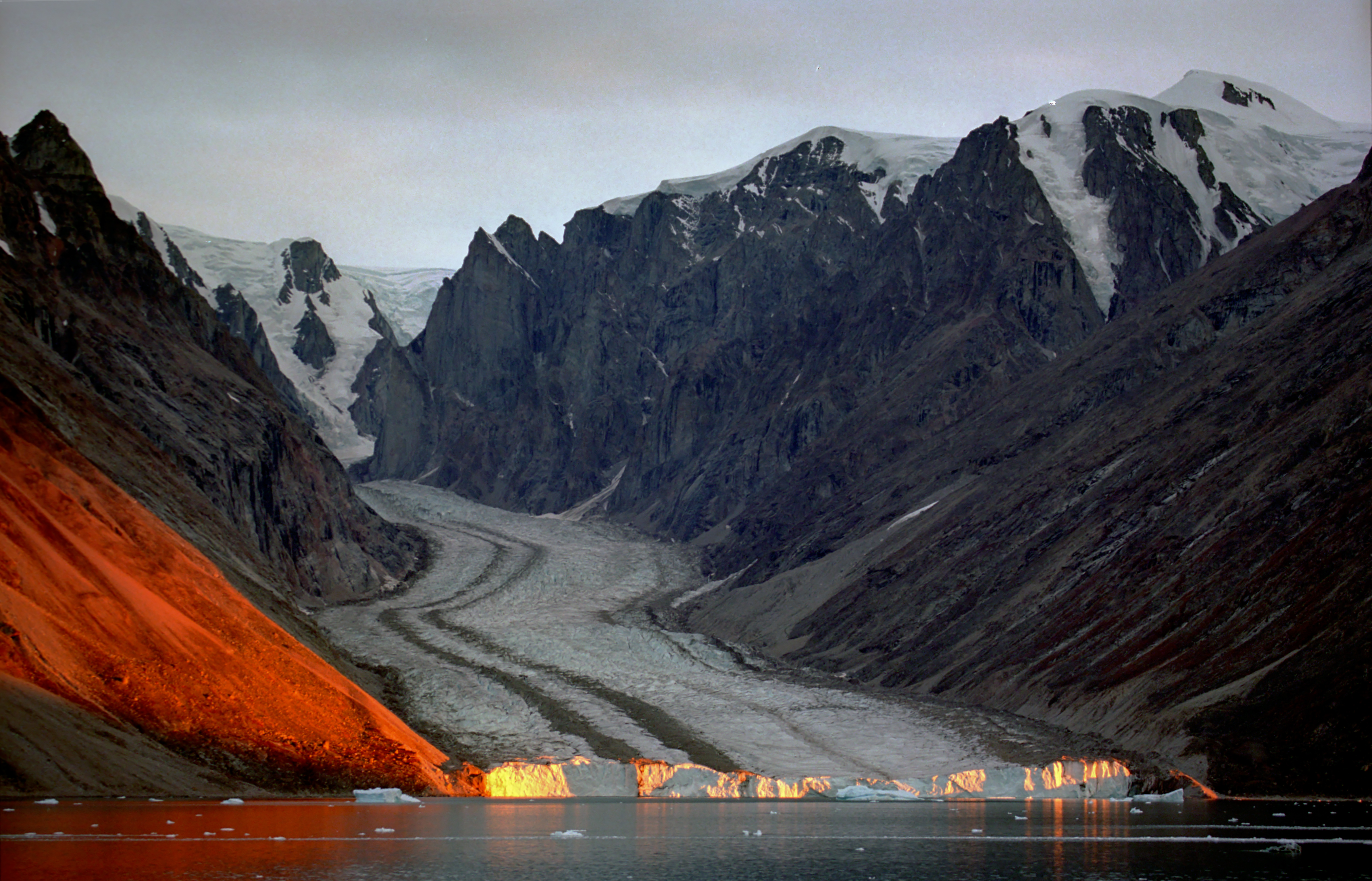
Fiord de l'emperador Francesc Josep
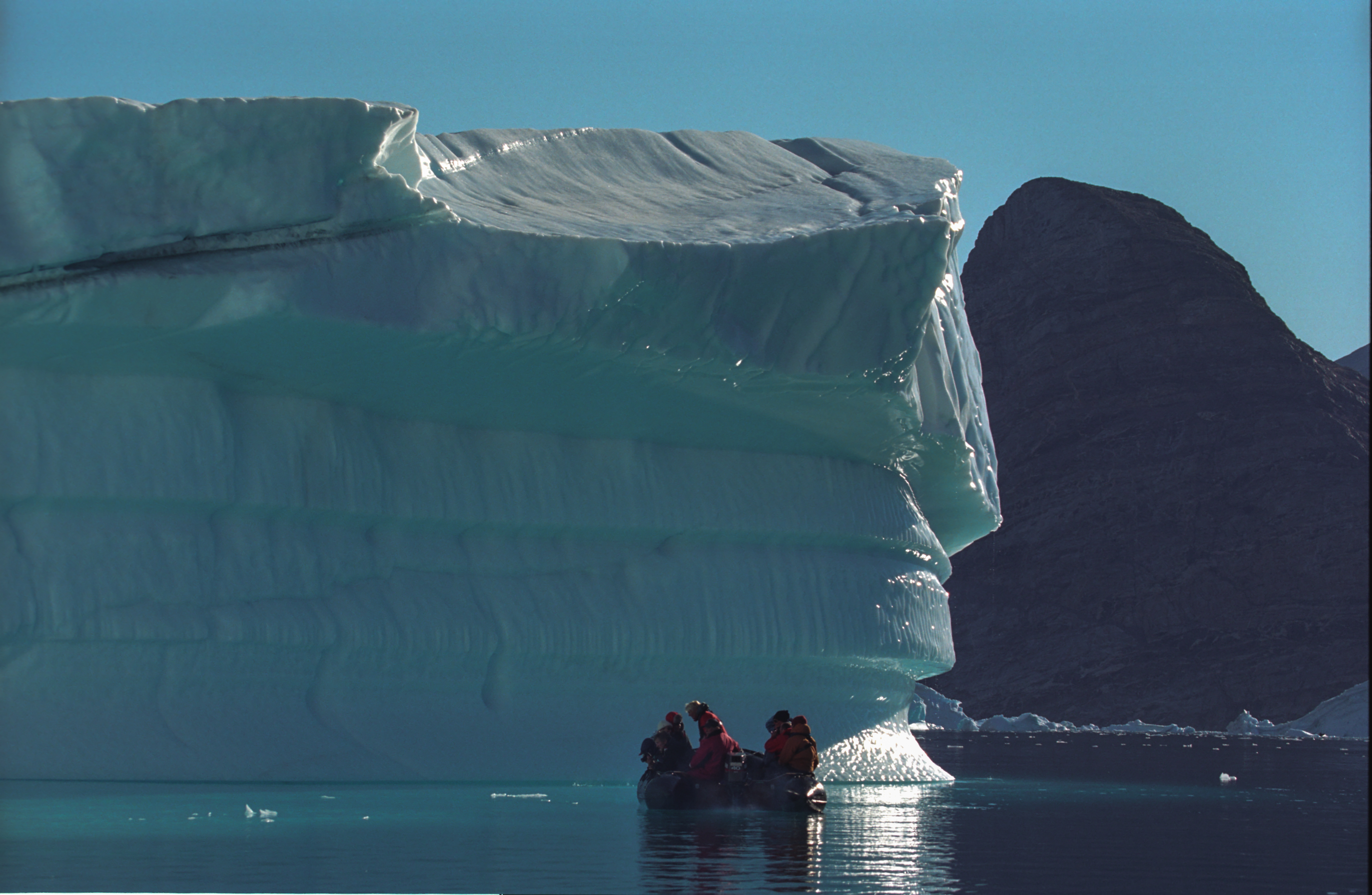
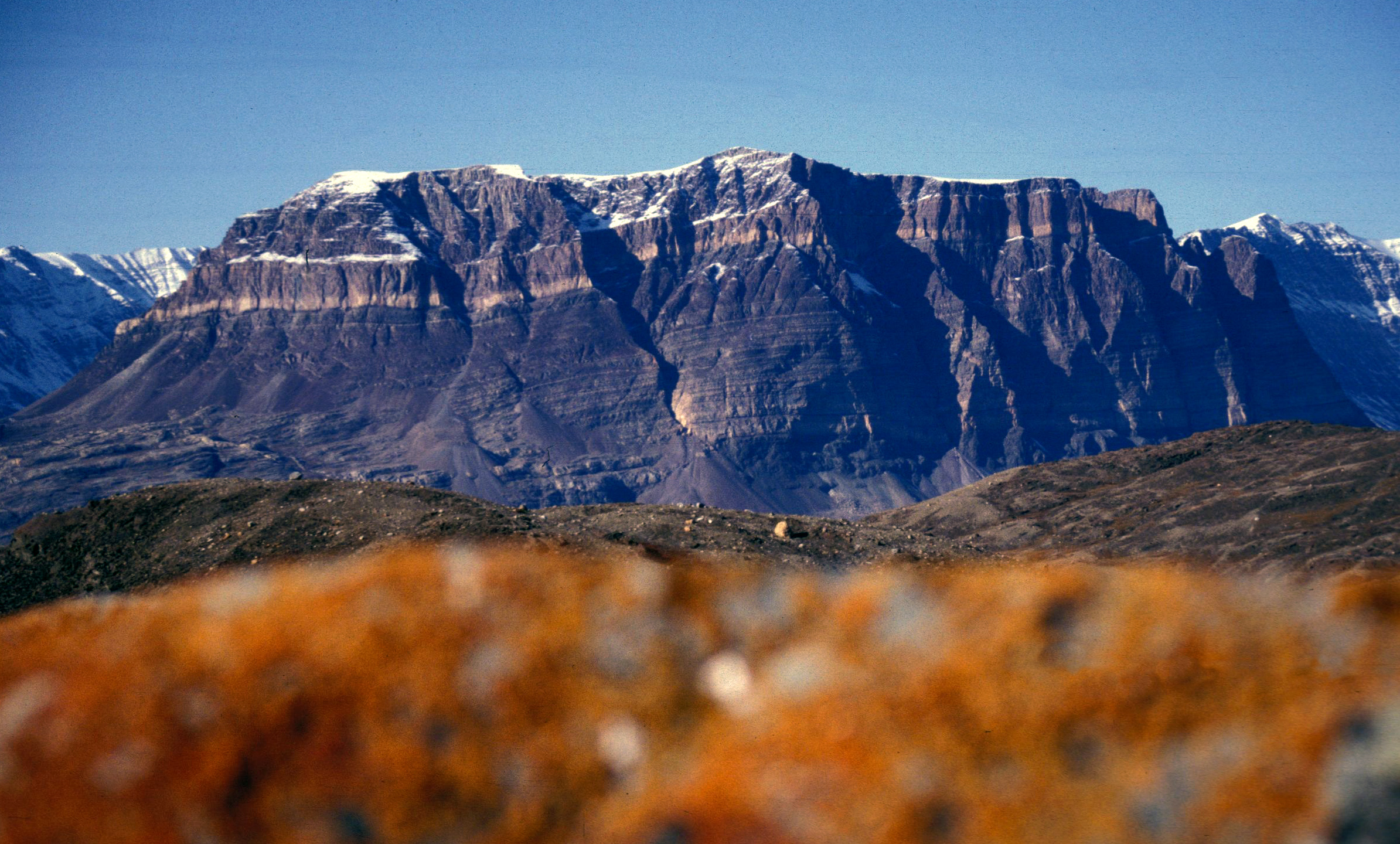
Castell del Diable

## Bibliografiа addicional
- «Greenland Ice Sheet Elevation Change: Direct Observation of Process and Attribution at Summit».   AGU, 29-10-2020.
- «Vejrekstremer Grønland» (en danès).  Danish Meteorological Institute. Arxivat de l'original el 27. 12. 2021. [Consulta: 26 març 2023].
- «Extreme Temperatures Around the World». [Consulta: 15 gener 2013].
- Date of maximum temperature - «Record warmth at the top of the Greenland Ice Sheet».   Weather Underground: Dr. Jeff Masters' Wunderblog. [Consulta: 15 gener 2013].
- «Rain falls at the summit of Greenland Ice Sheet for first time on record».   Washington Post, 19-08-2021. Arxivat de l'original el August 19, 2021. [Consulta: 19 agost 2021].
- Shuman, Christopher A.; Steffen, Konrad; Box, Jason E. «A Dozen Years of Temperature Observations at the Summit: Central Greenland Automatic Weather Stations 1987–99». Journal of Applied Meteorology. American Meteorological Society, 2001. DOI: 10.1175/1520-0450(2001)040<0741:adyoto>2.0.co;2. ISSN: 0894-8763.
- «ESRL».
- Bardarson, I. (ed. Jónsson, F.) "Det gamle Grønlands beskrivelse af Ívar Bárðarson (Ivar Bårdssön)", (Copenhagen, 1930) Plantilla:Inlang.
- CIA World Factbook, 2000.
- Conkling, P. W. et al. 2011. The Fate of Greenland: Lessons from Abrupt Climate Change, co-authored with Richard Alley, Wallace Broecker and George Denton, with photographs by Gary Comer, MIT Press, Cambridge, Massachusetts.
- Lund, S «The Marine Algae of East Greenland. 1. Taxonomical Part». Meddr Gronland, 1959, pàg. 1–245.
- Lund, S «The Marine Algae of East Greenland. 11. Geographic Distribution». Meddr Gronland, 1959, pàg. 1–70.
- Steffen, Konrad, N. Cullen, and R. Huff (2005). "Climate variability and trends along the western slope of the Greenland Ice Sheet during 1991–2004", Proceedings of the 85th American Meteorological Society Annual Meeting (San Diego).
- Sowa, F «Indigenous Peoples and the Institutionalization of the Convention on Biological Diversity in Greenland.». Arctic Anthropology, 2013, pàg. 72–88. DOI: 10.3368/aa.50.1.72.
- Sowa, F. 2013. Relations of Power & Domination in a World Polity: The Politics of Indigeneity & National Identity in Greenland. In: Heininen, L. Arctic Yearbook 2013. The Arctic of regions vs. the globalized Arctic. Akureyri: Northern Research Forum, pp. 184–198.www.arcticyearbook.com/ay2013
- Sowa, F. 2014. Greenland. in: Hund, A. Antarctica and the Arctic Circle: A Geographic Encyclopedia of the Earth's Polar Regions. Santa Barbara, California: ABC-CLIO, pp. 312–316.
- Hessel, Ingo. Douglas and McIntyre. Arctic Spirit, 2006. ISBN 978-1-55365-189-5.
- Oldendow, Knud.(1958). “Printing in Greenland.” Libri: International Journal of Libraries & Information Services 8 (3/4): 223–62.
- Stern, Pamela. The Scarecrow Press, Inc.. Historical Dictionary of the Inuit, 2004. ISBN 0-8108-5058-3. OCLC 54768167.